# Johannes Marie Neele Kapteyn

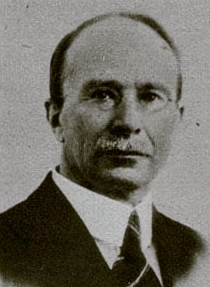
Johannes Kapteyn in 1924

Johannes Marie Neele Kapteyn (geboren als Kapteijn) (Sassenheim, 8 oktober 1870 – Hoogeveen, 30 april 1949) was een Nederlandse germanist, hoogleraar aan de Rijksuniversiteit Groningen en tijdens de Tweede Wereldoorlog nationaalsocialistisch rector magnificus van diezelfde universiteit.

## Wetenschappelijke carrière
Kapteyn verloor al op zeer jeugdige leeftijd zijn ouders en groeide op bij een oom en tante in Hoogeveen in Drenthe. Hij volgde de HBS en deed daarna staatsexamen Grieks en Latijn om zich vervolgens te bekwamen in het boekverkopersvak. In 1893 begon hij een eigen schoolboekhandel en uitgeverij in Leiden. Naast deze bezigheden, studeerde hij germanistiek in Leiden en Amsterdam. Kapteyn werkte enige jaren als leraar Duits aan het Leidse Stedelijk Gymnasium en werd in 1916 benoemd tot lector in de Duitse taal- en letterkunde aan de Rijksuniversiteit Leiden. Hij schreef allerlei verhandelingen over met name het Oudhoogduits en werd in 1924 eredoctor aan de universiteit van Bonn en hoogleraar Germanistiek aan de Rijksuniversiteit Groningen. In 1930 werd zijn leeropdracht uitgebreid met het Oudfries. In 1938 was hij een van de oprichters van de Friese Akademie.

## Rector in nazitijd
In september 1940 werd Kapteyn, tegen het advies van de Academische Senaat, door de Duitse bezetter benoemd tot rector magnificus van de Rijksuniversiteit Groningen. Kapteyn onderhield nauwe contacten met de Duitse bezetter en toonde zich een groot voorstander van de Dietsche gedachte. Hij was verantwoordelijk voor de deportatie van de joodse hoogleraar Leo Polak. Deze had per brief bezwaar gemaakt tegen het feit dat hij niet alleen als gevolg van Duitse maatregelen geschorst was in de uitoefening van zijn ambt, maar dat hem door de universiteit ook nog de toegang tot vergaderingen van de faculteit werd ontzegd. "Voor zover mij bekend", schreef Polak, "is de Rijksuniversiteit Groningen de enige universiteit die dat onrecht voegt bij het onrecht des vijands". Kapteyn liet de brief lezen aan de Duitse SD-autoriteiten op het Scholtenhuis, waarop hoogleraar Polak onmiddellijk werd gedeporteerd naar Sachsenhausen. Daar overleed hij in december 1941 door interne bloedingen, toen hij daags na een complexe darmoperatie in het kampziekenhuis gedwongen werd stenen te sjouwen.
Kapteyn stond ook aan de wieg van de stichting Saxo-Frisia en het gelijknamige tijdschrift. Het tijdschrift was niet verbonden aan de stichting. Waar het tijdschrift een meer algemeen heemkundig doel zocht te dienen, had de stichting een ideologisch doel: het versterken van de Groot-Germaanse gedachte. In 1941 hield Kapteyn een rede, Friezen, Saksen: twee loten van den Germaanschen Stam, die gelezen kan worden als het programma van de stichting. Ook publiceerde hij een aantal delen over Friese sagen. In 1942 ging hij met emeritaat. Als rector magnificus werd hij opgevolgd door de eveneens nationaalsocialistische fysioloog Herman de Burlet. In datzelfde jaar werd hij sympathiserend lid van de NSB. Toen het sympathiserend lidmaatschap in 1944 werd opgeheven werd Kapteyn in juni 1944 gewoon lid van de NSB. Tussen 1942 en 1944 was Kapteyn lid van de Nederlandsche Kultuurraad.
Na Dolle Dinsdag vluchtte Kapteyn met zijn vrouw naar Oostenrijk, waar hij onderdak vond in de stad Murau. Drie maanden na het einde van de oorlog keerde hij terug naar Nederland. Meteen bij de grens werd hij gearresteerd. Hij verbleef bijna een jaar in verschillende interneringskampen. Op 5 mei 1948 moest hij terechtstaan. Hem werd ten laste gelegd dat hij lid van de NSB was geweest; begunstigend lid van de Germaansche SS; dat hij de titel van Untersturmführer had geaccepteerd en op feesten het SS-uniform had gedragen; dat hij radiovoordrachten voor de SS had gehouden en als vormingsleider voor de SS was opgetreden; dat hij was opgetreden als leider van de stichting Saxo-Frisia; dat hij Leo Polak had verraden. Zijn recht op pensioen was hem inmiddels reeds ontnomen. Tijdens het strafproces ontkende hij overigens iedere verantwoordelijkheid. "Ik was geleerde en naïef", zou hij tot het einde blijven zeggen. Kapteyn werd tot gevangenisstraf veroordeeld. Deze straf hoefde hij vanwege zijn hoge leeftijd en slechte gezondheid niet uit te zitten. Hij keerde terug naar Hoogeveen, waar hij niet veel later overleed.